# Различия в речи москвичей и петербуржцев
Разли́чия в ре́чи москвиче́й и петербу́ржцев — совокупность исторически сложившихся определённых систематически наблюдаемых орфоэпических, лексических и интонационных расхождений речи жителей двух столичных городов России — Москвы и Санкт-Петербурга и их окрестностей. Оба варианта являются в русском языке нормативными, они понятны подавляющему большинству носителей русского языка вне зависимости от местонахождения и проживания, но отличаются в немногих частностях. Не все языковеды считают верным называть совокупности особенностей речи жителей Москвы и Санкт-Петербурга говорами. Они отмечают, что для такого однозначного выделения всё же не так много оснований, разница с общерусской языковой нормой в настоящее время у них невелика и во многом ситуативна.

## Различия речи

### Орфоэпические различия
Московский и петербургский говоры характеризуются орфоэпическими (особым произношением некоторых групп слов), лексическими и небольшими интонационными различиями. В частности, петербуржцы произносят чёткий «ч» в слове булочная и др. (а многие коренные петербуржцы старшего поколения — и в словах что, конечно) вместо старомосковского «ш» — бу́ло[ш]ная, яи́[ш]ница, [ш]то, коне́[ш]но; также налицо более твёрдый «ж» в словах вожжи, дрожжи, дождь и др. вместо старомосковского («мхатовского» — см. Сценическая речь) палатализованного «ж» — во́[жьжь]и, дро́[жьжь]и, до[щ] и др. — и чёткий твёрдый «р» в словах первый, четверг, верх вместо старомосковского пе́[рь]вый, че[тьве́рьх], ве[рьхь].
В Москве ещё в 1960-е годы считалось хорошим тоном произносить «-кий» в прилагательных мужского рода и соответствующих фамилиях как заударное «-кой» — чу́тк[ъ]й, ленингра́дск[ъ]й, интеллиге́нтск[ъ]й, Му́соргск[ъ]й; кроме того, опускалась мягкость, причём не только в тех случаях, когда её быть действительно не должно (а ближе к югу страны есть — соси́[сь]ки), но и в некоторых остальных: застрели́л[съ] (застрелился), ошиба́л[съ] (ошибался), напью́[с] (напьюсь), поднима́йте[с], не бо́йте[с], во́се[м], се[м]. Сходные моменты можно отметить и в Петербурге — например, буква «щ» в речи старых коренных петербуржцев произносится как «щч»: [щч]ерба́тый, [щч]у́ка, о[щч]у[щч]е́ние.
Жителей Петербурга часто можно узнать и по редуцированным предударным гласным. Если москвичи в слове «сестра» произносят нечто среднее между «е» и «и», у жителей Санкт-Петербурга там слышится «и». Свой вклад в своеобразие старомосковского произношения внесли и областные говоры. В безударных слогах «е» заменялось на долгое «и»: н[и]су́, б[и]ру́, были и ещё простонародные вариации — «чоринький» (чёрненький), «суда» (сюда), «подушкими» (подушками), «шылун» (шалун) и др. Их отголоски редко можно услышать в речи старших поколений москвичей.
Пограничным, регионально-социальным случаем является произношение «э». Традиционное предназначение этой буквы и соответствующего звука — использование в заимствованных словах, особенно среди недавних заимствований, ещё не вполне усвоенных русским языком. Это приводит к тому, что написание и произношение через «э» обычно выглядят более «иностранными» — и, как следствие, «статусными», столичными.

В дореволюционные времена [произношение «э»] считалось признаком образованности, хорошего воспитания, культурного лоска. «Електричество» вместо «электричество», «екзамен», «екипаж» произносили простолюдины. Это забавно отразилось в творчестве одного из поэтов того времени, [петербуржца] Игоря Северянина: в погоне за «светским тоном» своих стихов он простодушно нанизывал слова, содержащие «э» («Элегантная коляска в электрическом биеньи эластично шелестела…») или даже заменял букву «е» буквой «э» «просто для шика»: «Шоффэр, на Острова!».

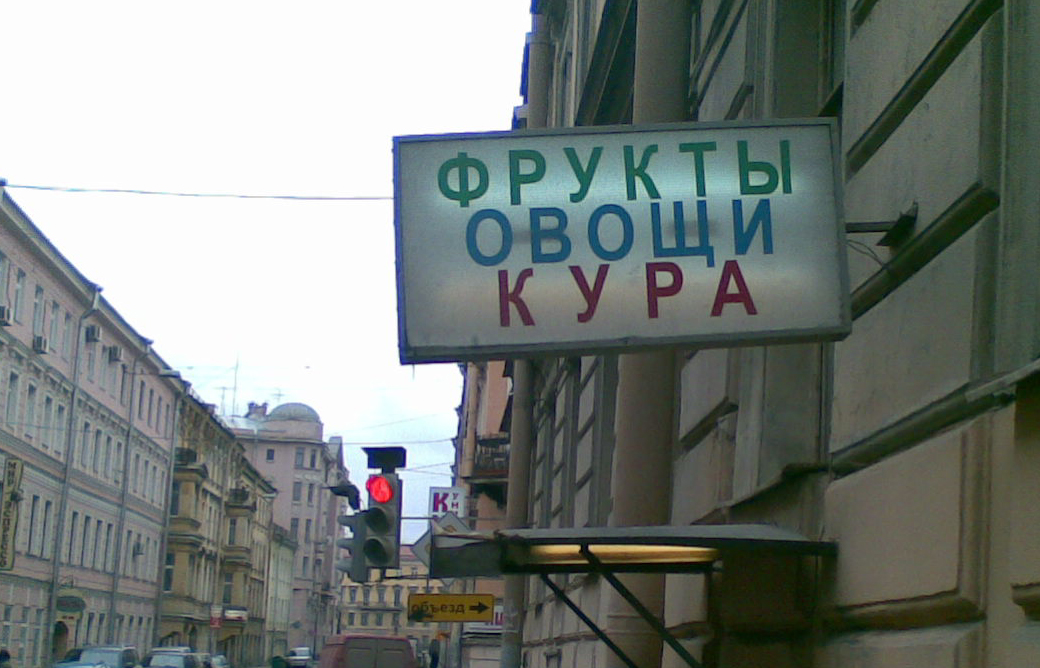
Уличная вывеска в Санкт-Петербурге: петербургская «ку́ра»

Во многом поэтому непременное «э» характерно для речи старопетербуржцев, а также и перенявших эту манеру москвичей: сэм/семь, крэм/крем, фанэра/фанера… Любопытно, что в своём естественном состоянии (то есть без вмешательства сословно-статусного фактора) русский язык быстро русифицирует заимствования — пионэр/пионер, брэнд/бренд, тэг/тег, хэш/хеш, — однако в некоторых случаях противостояние элитарно-столичного «э» и рядового «е», несмотря на влияние радио и телевидения, растягивается на десятилетия — рэльсы/рельсы, шинэль/шинель, музэй/музей, слэнг/сленг, энэргия/энергия, пионэр/пионер.
Перечисленные орфоэпические особенности характеризуют московский (и, соответственно, петербургский) выговор.

### Лексические различия
Наиболее известные примеры лексических различий в речи жителей двух российских столиц (Москва/Санкт-Петербург) представлены в следующей таблице (для просмотра следует щёлкнуть мышью по ссылке «показать»):
| Характерно для речи москвичей                                  | Характерно для речи петербуржцев                          | Значения, источники сведений, примечания |
| Город, дома                                                    | Город, дома                                               | Город, дома |
| -------------------------------------------------------------- | --------------------------------------------------------- | --- |
| подъезд                                                        | пара́дная                                                  | Общий вход с улицы в многоквартирный дом; часть многоквартирного дома, объединённая одной лестницей. Пример: «...Я выхожу из парадной, раскрываю свой зонт. Я выхожу под поток атмосферных осадков...» (Виктор Цой. «Транквилизатор». Альбом «46». 1983 г.) |
| в нашем подъезде                                               | на нашей лестнице                                         | [ 8 ] |
| чёрный ход                                                     | чёрная лестница                                           | Непарадный доступ в дом, квартиру (изначально — для прислуги). Пример: «…Когда мы ходим с чёрной лестницы в свой дом…» (А. Розенбаум, «Мы все поймем») |
| (о жилом здании) башня                                         | точечный дом, точка                                       | Многоэтажный жилой дом с одним подъездом. |
| мусорный контейнер, мусорный бак                               | (иногда) пухто́, пухта́                                     | Уличный контейнер для мусора. Слово «пухто» произошло от «пункт утилизации и хранения твёрдых отходов». |
| Парк (в т. ч. зоопарк)                                         | Сад (в т. ч. зоосад (редко))                              | . Городской парк, сквер (в Москве «сад» только в составе топонимов: Александровский сад) |
| Сквер                                                          | (иногда) Садик                                            | . В Москве «садик» только в составе топонимов: Милютинский садик |
| Дороги, городской транспорт                                    |                                                           | |
| бордюр                                                         | поре́брик                                                  | Бортовой камень, ступенька, отделяющая проезжую часть от тротуара. Пример: «...Он опять за поребрик А ты за бордюр» (Ромарио. «Москва-Нева») |
| тротуар                                                        | (редк.) панель                                            | Пример: «На панели перед домом стол и стулья, и кровать. Отправляются к знакомым Лена с мамой ночевать…» (С. Я. Маршак) |
| боковая дорога                                                 | карман                                                    | Полоса движения для местного подъезда, отделённая от основной дороги и идущая параллельно ей. |
| (о развороте общ. транспорта на конце маршрута) круг           | кольцо                                                    | Пример: «Остановки расположены на разных углах перекрестка, и приходится покупателям метаться между остановками, усмотрев выезжающий с кольца автобус.» («Мой район». Василеостровский район, Санкт-Петербург; 19.01.2007) |
| Проездной                                                      | Карточка                                                  | . Абонементный билет для проезда в общественном транспорте |
| Эстакада                                                       | Виадук                                                    | Надземный путепровод. Но: виадук — мост не над водой; эстакада — дорога, поднятая над уровнем земли. Слово «виадук» образовано от латинских корней via (путь) + ducere (вести). |
| Загородные реалии                                              |                                                           | |
| Сезонка                                                        | Проездной                                                 | . Абонементный билет для проезда в пригородных поездах |
| Ирга                                                           | (часто) Каринка (не коринка)                              | . Плодовый кустарник рода Amelanchier со съедобными ягодами |
| Участок                                                        | Садоводство                                               | . Индивидуальный надел в садово-огородном товариществе, дача |
| База                                                           | Точка                                                     | . Опорный пункт, пункт сбора объединённой совместной деятельностью группы людей |
| Автомобиль                                                     |                                                           | |
| Занос                                                          | (часто) Вынос                                             | . Отклонение задней части транспортного средства при повороте |
| Такси                                                          | Мотор (редко, уст.)                                       | . Таксомотор (уст.) Пример: «Мы берём мотор, хотя в кармане голяк» (Майк Науменко. «Blues de Moscou») |
| Подкрылки                                                      | Локеры                                                    | . Защитные кожухи колёсных арок автомобиля. От названия фирмы-производителя Lokari. |
| Сидушка                                                        | Пендаль, пендель                                          | . Мягкая подкладка для сидения автомобиля |
| Сход-развал                                                    | Развал-схождение                                          | . Услуга автосервиса по корректировке углов установки колёс автомобиля |
| Шиномонтаж                                                     | Ремонт колёс                                              | . Услуги автосервиса по замене камер и покрышек колёс автомобиля |
| Торговля                                                       |                                                           | |
| Валюта                                                         | СКВ                                                       | |
| Палатка, (редко) киоск                                         | Ларёк (встречаются и надписи «Ларь от магазина №»), киоск | . Небольшой продовольственный магазин |
| Пакет                                                          | (иногда) Мешок, мешочек, кулёк                            | . Одноразовая полиэтиленовая сумка. В Москве кулёк ассоциируется с чем-то бумажным. |
| В (реже — на) разли́в                                           | В (реже — на) ро́злив                                      | . Торговля пищевыми жидкостями без предварительной расфасовки |
| Букинистический магазин                                        | Магазин старой книги                                      | . «Старая книга» употребляется только в ед. ч. |
| Учёт                                                           | Переучёт                                                  | [http: //urban_dialects.academic.ru/204]. Инвентаризация в магазине, на время которой он закрывается |
| Пища                                                           |                                                           | |
| Батон                                                          | Булка                                                     | Буханка несдобного белого хлеба |
| Чёрный хлеб                                                    | Хлеб                                                      | Буханка (и любое количество) чёрного хлеба |
| Пончик                                                         | Пышка                                                     | , . Обжаренное в кипящем масле сдобное изделие. Иногда в Москве подразумевается, что пончик должен быть колечком, с дыркой, а пышка — без дырки. В Петербурге подразумевается наоборот. |
| Хлебобулочные изделия                                          | Хлеб-булка (только ед. ч.)                                | . |
| Шаурма, (редко) шаорма, шварма (Шавуха)                        | Шаверма (Шавуха)                                          | , . Начинка из кусочков жаренного на вертеле мяса с овощами, завёрнутая в лаваш или питу и заправленная соусом. Иногда считается, что имеются в виду родственные, но разные блюда. Встречаются мнения, что шаурма — арабское блюдо, а шаверма — еврейское. |
| Вафельный рожок                                                | Сахарная трубочка                                         | . Вафельный конус, заполненный мороженым |
| Курица                                                         | Ку́ра                                                      | , . Тушка самки домашней птицы семейства фазановых и готовое блюдо из неё |
| Гречка                                                         | Гре́ча                                                     | . Гречневая крупа |
| Подмокнуть, намокнуть                                          | Подплыть (редко)                                          | . Пропитаться влагой |
| Бу́тер                                                          | Бу́тик                                                     | . Бутерброд (жарг.) |
| (иногда) Жёлчь                                                 | Желчь                                                     | . |
| Квартира, предметы                                             |                                                           | |
| Утятница, гусятница                                            | Латка                                                     | . Род продолговатой толстостенной миски для тушения |
| Половник                                                       | Поварёшка                                                 | . Черпак для разливания супа по тарелкам |
| Колонка                                                        | Пенал                                                     | . Высокий кухонный шкаф от пола |
| Колонка                                                        | (часто) Водогрей                                          | . Стационарное водонагревательное устройство |
| Сушилка, сушка                                                 | Посудница                                                 | . Кухонная секция с решёткой для сушки посуды |
| Пульт                                                          | (иногда) Лентяйка, ленивчик                               | . Устройство для дистанционного управления домашней электроникой. |
| Личинка                                                        | Секретка                                                  | . Часть замка́ |
| Мобила, мобильный, мобильник, (иногда) сотовый, сотка, аппарат | Труба, трубка, сотовый, (иногда) сотка, сотик             | . Мобильный телефон |
| (чаще) Штука, косарь, ка                                       | (чаще) Тонна                                              | . Тысяча дензнаков (жарг.) |
| Бычок, (иногда, уст.) чинарик                                  | Хабарик, хабец                                            | , . Окурок. Иногда считается, что «бычок» — это «потухший хабарик». «Но механик только трясся и чинарики стрелял…» — Владимир Высоцкий. |
| Одежда, обувь                                                  |                                                           | |
| Водолазка                                                      | (часто) Бадлон, бодлон, (реже) банлон, бонлон             | , . Трикотажный облегающий свитер с высоким воротом (искаж. Ban-Lon, торговая марка производителя трикотажа). Иногда считается, что бадлон — верхняя одежда, в отличие от водолазки'' |
| Молния                                                         | (иногда) Змейка                                           | . Вид застёжки |
| Профилактика                                                   | Накат                                                     | Дополнительная подошва на обувь (жарг.) |
| Дети, образование, соцкультбыт                                 |                                                           | |
| Салочки, салки                                                 | Пятнашки, питна                                           | . Детская игра в догонялки |
| Прыгалки, прыгалка                                             | Скакалка                                                  | . Шнур, через который прыгают, вертя и перекидывая его через себя |
| Ластик, (редко) стирательная резинка                           | Резинка, стёрка, стиралка, стиральная резинка             | . Кусочек резины для стирания написанного |
| Ручка                                                          | Вставочка                                                 | . Перьевая ручка со сменным пером (ист.) |
| Наука                                                          |                                                           | |
| Уголовно-полицейское                                           |                                                           | |
| Висяк (только в 1-м знач.)                                     | Глухарь                                                   | . 1. Преступление с небольшими шансами на раскрытие (жарг.), 2. Безнадежное, лишенное перспектив дело |
| Шпана                                                          | Гопники, гопаки, гопа (жарг.)                             | Совокупность, группа уличных хулиганов. ГОП — аббревиатура от названия Городского общежития пролетариата (Петроград, 1920-е годы) или Городского общества призрения (XIX век). Некоторые петербуржцы настаивают, что гопник не имеет прямого отношения к противоправным действиям, это лишь энергичный молодой человек из рабочей семьи с недостаточным образовательным уровнем. |
| Жулик                                                          | (иногда, уст.) Мазурик                                    | |
| Обезьянник                                                     | Аквариум                                                  | . Помещение для задержанных в отделении полиции (жарг.) |
| Прочее                                                         |                                                           | |
| финн                                                           | (устар.) чухо́нец                                          | * по словарю В. Даля 1863—1866 гг. |

## История появления
Основной причиной лингвисты обычно считают особенности истории становления двух столичных городов России. К процессу возведения Санкт-Петербурга царём Петром было привлечено большое количество специалистов в различных областях техники, управленцев, купечества из самых разных областей России и из-за границы. Из них позже и сформировался столичный образованный слой, элита.

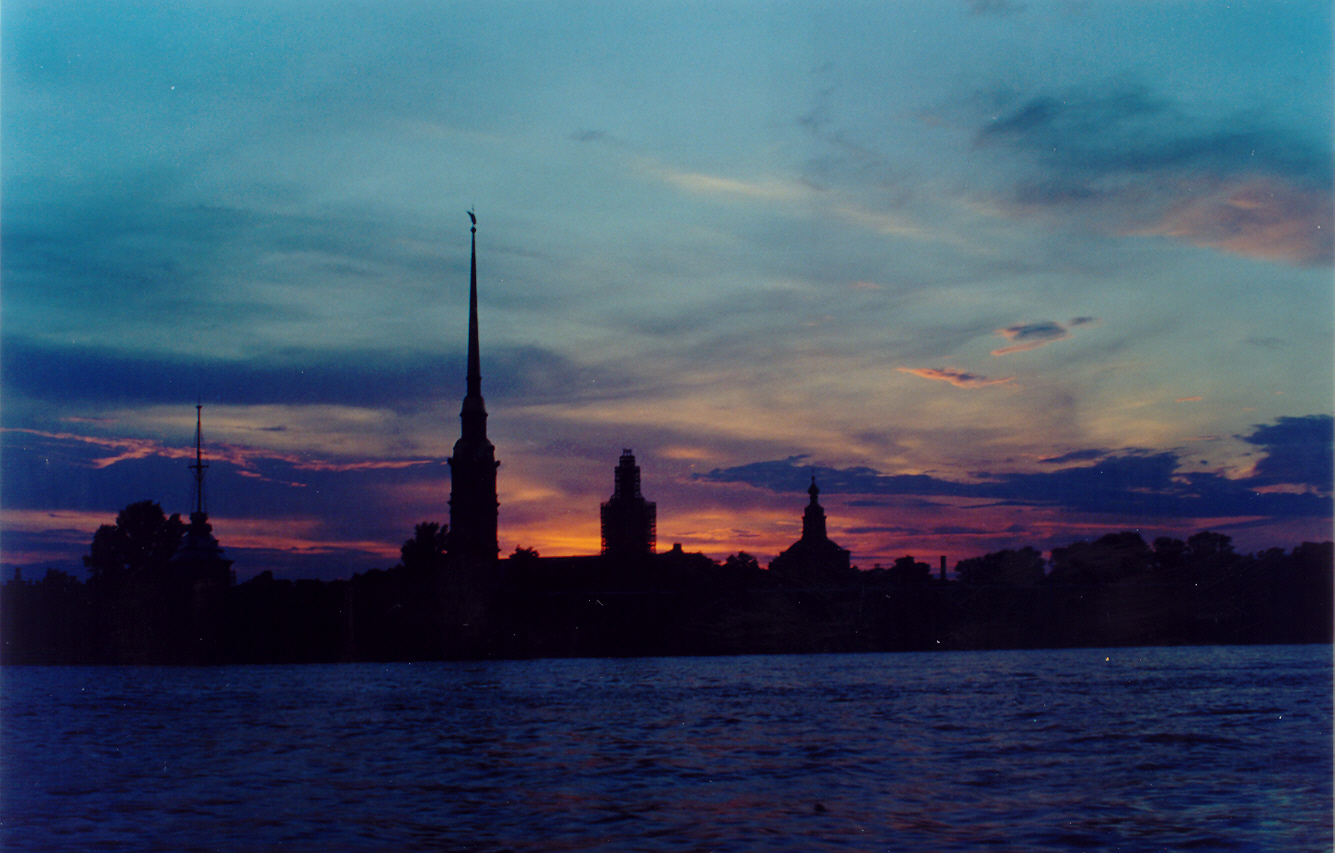
Петропавловская крепость в Санкт-Петербурге

Мы, не вдаваясь в подробности, разделили бы жителей Петербурга на четыре разряда — на чиновников, офицеров, купцов и так называемых петербургских немцев. Кто не согласится, что эти четыре разряда жителей нашей столицы суть настоящие, главнейшие представители Петербурга, с изучения которых должно начинаться ближайшее физиологическое знакомство с Петербургом?

Для продвижения по карьерной лестнице в свежеотстроенной столице представители всех видных столичных прослоек были заинтересованы не только в изучении иностранных языков, но и в возможно более быстром овладении русским — грамотный русский язык был (и остаётся) статусной принадлежностью образованного класса.
Однако эти специалисты понимали, что не могут опираться на во многом хаотический конгломерат говоров, отголоски которых они слышали вокруг, так как на тот момент не было и не могло быть уверенности, что простолюдинами воспроизводится именно общерусская языковая норма. Например, Михаил Ломоносов писал в «Российской грамматике» (1757): «Московское наречие не токмо для важности столичного города, но и для своей отменной красоты прочим справедливо предпочитается…». Однако из-за разницы между читаемым и слышимым вокруг в XVIII веке сложилось парадоксальное положение: одновременно существовало сразу две нормы произношения, одна — при чтении книг, стихов и т. д., другая — свойственная разговорной речи. Ломоносов продолжал: «Сие произношение больше употребительно в обыкновенных разговорах, а в чтении книг и в предложении речей изустных к точному выговору букв склоняется».
Приходилось во многом доверять прежде всего письменным источникам, а значимый процент последних составляли бумаги канцелярского оборота, и речевым оборотам и лексикону, принятым в тех кругах, где тот или иной неофит надеялся обосноваться — что влекло неумеренные заимствования. Фёдор Достоевский обыграл эти черты в «Скверном анекдоте» (1862):

Есть два существенные и незыблемые признака, по которым вы тотчас же отличите настоящего русского от петербургского русского. Первый признак состоит в том, что все петербургские русские, все без исключения, никогда не говорят: «Петербургские ведомости», а всегда говорят: «Академические ведомости». Второй, одинаково существенный, признак состоит в том, что петербургский русский никогда не употребляет слово «завтрак», а всегда говорит: «фрыштик», особенно напирая на звук фры.

Вот строки о Санкт-Петербурге Некрасова:

В употреблении там гнусный рижский квас,

С немецким языком там перемешан русский,

И над обоими господствует французский,

А речи истинно народный оборот

Там редок столько же, как честный патриот!
В итоге петербургская речь стала традиционно тяготеть к письменной литературно-канцелярской, а не к устной норме, формироваться на основе первой. «Мы, петербуржцы, вызвучиваем каждую букву…» — отмечает доктор филологических наук Владимир Котельников, заместитель директора Института русской литературы РАН. Научный сотрудник лаборатории этимологических исследований филфака МГУ имени М. В. Ломоносова Людмила Баш пишет: «На Невском произносили слова более книжно, „буквенно“, под влиянием правописания». Москва в этом смысле давала больше свободы, так как общественные прослойки в городе не были так сильно перемешаны и, в результате, сохранялась возможность выбирать круг общения и воспринимать соответствующий ему стиль речи более естественно. На это накладывался и больший консерватизм: старомосковская знать традиционно не так быстро воспринимала реформы и нововведения, предпочитая более плавную эволюцию, порой с трудом расставалась с архаизмами. Владимир Котельников отмечает: «Сравните: барское московское „пошто“ и классическое петербургское „зачем“…».
Эта петербургская традиция имела и свои негативные последствия: опора на письменные образцы в ущерб устным привела к тому, что к началу-середине XIX века в Петербурге сильно развился канцелярит. Столичный статус, обилие чиновничества не могли не сказаться на разговорном и письменном языке формировавшегося разночинного среднего класса и, в свою очередь, повлиять на обычаи культурной среды города:

На днях мы видели блистательное доказательство этого неуменья петербургских жителей правильно выражаться по-русски. В протоколе 13-го заседания Общества для пособия нуждающимся литераторам и ученым напечатано в пункте 8-м следующее: «Если в каждом образованном человеке значительно развито чувство благородной деликатности, запрещающей не только не напрашиваться на пособие, но и стыдливо принимать пособие добровольное, то оно должно быть ещё сильнее развито в человеке, посвятившем себя литературе или науке» (см. «СПб.» и «Москов. ведом.»). Может ли хоть один москвич допустить такое выражение, явно извращающее смысл речи? Чувство деликатности запрещает не напрашиваться! Запрещает стыдливо принимать!!! Боже мой! Да где же г. Покровский с своим памятным листком ошибок в русском языке? Где А. Д. Галахов, который так громил, бывало, Греча и Ксенофонта Полевого? Хоть бы он вразумил этих петербургских литераторов, не умеющих писать по-русски со смыслом!

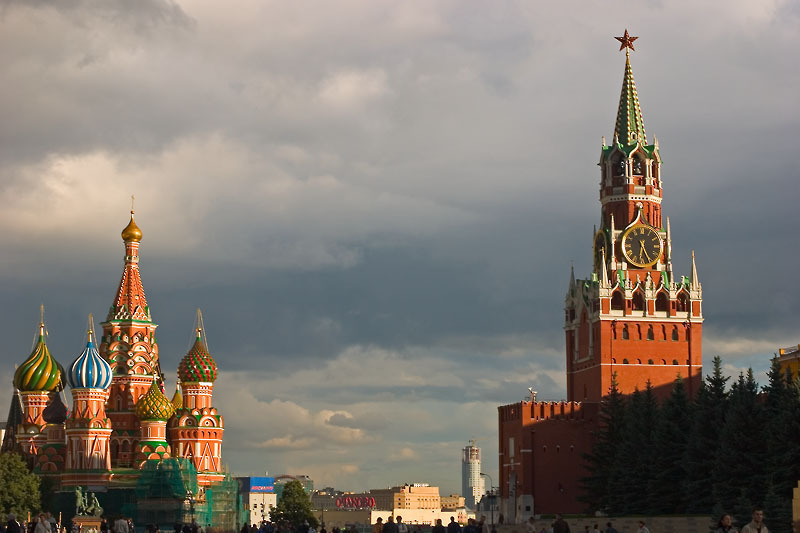
Собор Василия Блаженного и Спасская башня Московского Кремля

## Причины постепенной унификации
Синтез абсолютистско-бюрократической западной культуры с российскими традициями самодержавия, произошедший в «петербургской» России в конце XVIII — середине XIX веков, привёл её образованный столичный слой к осознанию себя главным источником и проповедником ценностей модернизации и отдельной ценностью — интеллигенцией. У значимой части интеллигентов развилось чувство собственной исключительности, снобизм и корпоративная солидарность, претензии на «высшее знание» и мессианские черты: озабоченность судьбами отечества, стремление к социальной критике при неспособности активно и системно действовать, чувство моральной сопричастности судьбам низших классов при реальной оторванности от народа, упорно не отличавшего интеллигентов от «господ».

Может быть, правильнее делить русское искусство: Петербург и Москва. Это гораздо слабее чувствуют москвичи. В своей сутолоке и неразберихе, в вечных московских междоусобицах они не сознают в себе единства стиля, которое так явственно в Петербурге. Петербургские поэты как бы связаны круговой порукой…— 
Описанные выше контрасты не могли не привести ко взаимному социальному отчуждению, «закукливанию» интеллигенции, снижению её авторитета как источника и верификатора культурных ценностей и, как следствие, серьёзному ограничению степени реального общероссийского влияния многих выработанных образованным Петербургом культурных традиций — в том числе (и прежде всего) языковых стандартов. На это наложились и неизбежные последствия бурных исторических событий XX века — революции, ликбеза, индустриализации и урбанизации, Великой Отечественной войны, послевоенного развития и ускорения технического прогресса, повышения роли и развития кинематографа, звукозаписи и современных СМИ с общесоюзным охватом аудитории. Всё это привело к новым массовым переселенческим волнам, выравниванию и общему резкому повышению экономического, образовательного и культурного уровня населения страны и, как следствие, постепенному нивелированию его диалектных и социолектных различий, в том числе и в двух столицах страны.
У освобождённого от сословных перегородок общества появились новые возможности, у людей расширился кругозор, они перестали так нуждаться в особых «проводниках», а сами стали источником и потребителем культурных ценностей — и, в частности, генератором общероссийской языковой нормы. Модернизация языка, появление и укоренение новшеств происходили стремительно.
Вновь ставшая столицей в 1918 году Москва переняла, наравне с остальными городами, некоторые петроградско-ленинградские особенности речи, в свою очередь, также сильно повлияв на речь ленинградцев:

Прежде, обращаясь к малышам, мы всегда говорили: дети. Теперь это слово повсюду вытеснено словом ребята. Оно звучит и в школах и в детских садах, что чрезвычайно шокирует старых людей, которые мечтают о том, чтобы дети снова назывались детьми. Прежде ребятами назывались только крестьянские дети (наравне с солдатами и парнями). «Дома одни лишь ребята». (Некрасов, III, 12) Было бы поучительно проследить тот процесс, благодаря которому в нынешней речи возобладала деревенская форма…

Конечно, я никогда не введу этих слов в свой собственный речевой обиход. Было бы противоестественно, если бы я, старый человек, в разговоре сказал, например, договора, или: тома, или: я так переживаю, или: ну, я пошел, или: пока, или: я обязательно подъеду к вам сегодня. Но почему бы мне не примириться с людьми, которые пользуются таким лексиконом? Право же, было бы очень нетрудно убедить себя в том, что слова эти не хуже других: вполне правильны и даже, пожалуй, желательны.— 

## Современное состояние
Теперь языковые нормы во многом задаются не коренными жителями двух российских столиц, а позавчерашними, вчерашними и сегодняшними переселенцами из разных регионов бывшего СССР.
Петербургский «говор» перемещается в присущую каждому крупному городу область местной субкультуры, где уже во многом стал характерным явлением и даже достопримечательностью, визитной карточкой Санкт-Петербурга. Особостью поребрика или бадлона порой гордятся, а наличие или отсутствие разницы в рецептурах шаурмы и шавермы служит предметом многих горячих споров петербуржцев с гостями города. Впрочем, отдельного выговора Петербурга-Ленинграда или Москвы как таковых в чистом «классическом» виде уже нет, и замечать различия с каждым годом становится всё труднее. Например, газета «АиФ Москва» сообщает:

Только 7 % москвичей в слове «высокий» не смягчили «к», только 8 % не влепили «э» оборотное в заимствованные слова вроде «шинель». А что касается некогда типично московского «дощщь», то здесь мы перещеголяли и самих жителей культурной столицы — теперь «дошть» и «под дождём» вместо «дощщь» и «под дожжём» говорят 86 % москвичей и только 74 % петербуржцев.— 
В 2017 году в Санкт-Петербурге установили памятник бордюру и поребрику, у него общий автор с памятником Чижику-пыжику.
Москва и Санкт-Петербург были и остаются источниками языковой нормы в текущем словоупотреблении русского языка.

### Московско-петербургские словари
- Словарь «Языки русских городов» на сайте компании Lingvo
- Московско-питерский словарь на сайте ассоциации лексикографов Lingvo
- Московско-питерский словарь глазами питерца
- Вадим Лурье. Микротопонимика Ленинграда-Питера
- Эхо Москвы. Акция программы «Говорим по-русски» «С русского — на русский диалект и обратно!»

### Тематические дискуссии
- Форум любителей русской словесности
- Форум «Города переводчиков»
- Форум lingvo.ru
- ЖЖ-сообщество dialekt_ru
- ЖЖ-сообщество «Поребрик из бордюрного камня»